# Blériot Aéronautique
Der Flugzeughersteller Blériot Aéronautique war ein nach dem Ende des Ersten Weltkrieges von dem französischen Luftfahrtpionier Louis Blériot gegründetes französisches Unternehmen, welches überwiegend Flugzeuge sowie in geringer Anzahl Automobile herstellte. Schwerpunkt der Produktion waren, neben einigen relativ unbedeutenden Militärflugzeugen, Verkehrsflugzeuge.

## Flugzeugtypen
Das Unternehmen hat folgende bekannte Flugzeugmuster produziert:
- Blériot-SPAD S.33
- Blériot-SPAD S.46
- Blériot-SPAD S.48
- Blériot-SPAD S.56
- Blériot-SPAD S.66
- Blériot-SPAD S.86
- Blériot-SPAD S.116
- Blériot 110
- Blériot 111
- Blériot 115
- Blériot 117
- Blériot 118
- Blériot-SPAD C.128
- Blériot-SPAD S.126
- Blériot 125
- Blériot 127
- Blériot 137
- Blériot 165
- Blériot 195
- Blériot-SPAD S.510
- Blériot 5190

Im November 1934 kam es zu einer Fusion der französischen Flugzeughersteller Blériot, ANF Les Mureaux und Farman zur Union Corporative Aéronautique (U.C.A.); diese Gesellschaft wurde jedoch im Rahmen der Verstaatlichung der französischen Luftfahrtindustrie im Jahre 1936 aufgelöst.

## Automobilproduktion
Zwischen 1921 und 1922 stellte das Unternehmen ein Cyclecar her. Das Modell 8/10 CV verfügte über einen Zweizylinder-Zweitaktmotor. Der Motor war vorne im Fahrzeug montiert und trieb über eine Kardanwelle die Hinterachse an.